# Vassy, Calvados

Vassy este o comună în departamentul Calvados, Franța. În 1 ianuarie 2018 avea o populație de 1.728 de locuitori.